# Theresia Kiesl
Theresia Kiesl (ur. 26 października 1963 w Sarleinsbach) – austriacka lekkoatletka, specjalistka od dystansu 1500 metrów. Dwukrotna olimpijka (1992, 1996), w tym medalistka olimpijska z Atlanty.
Została wybrana najlepszą sportsmenką Austrii w 1996 roku. Zakończyła karierę w 1998, z powodu przewlekłych problemów ze ścięgnem Achillesa.

## Sukcesy
- Brązowy medal Igrzysk Olimpijskich (Atlanta 1996)
- Złoty medal podczas Halowych Mistrzostw Europy w Lekkoatletyce (Walencja 1998)

## Rekordy życiowe
- Bieg na 800 metrów – 2:00,75 (1993)
- Bieg na 1000 metrów – 2:37,16 (1996)
- Bieg na 1000 metrów (hala) – 2:38,31 (1992) rekord Austrii
- Bieg na 1500 metrów – 4:03,02 (1996) rekord Austrii
- Bieg na 1500 metrów (hala) – 4:06,99 (1998) rekord Austrii
- Bieg na milę – 4:24,37 (1996) rekord Austrii
- Bieg na 3000 metrów – 8:55,56 (1993)